# الاستعمار الأوروبي لجنوب شرق آسيا

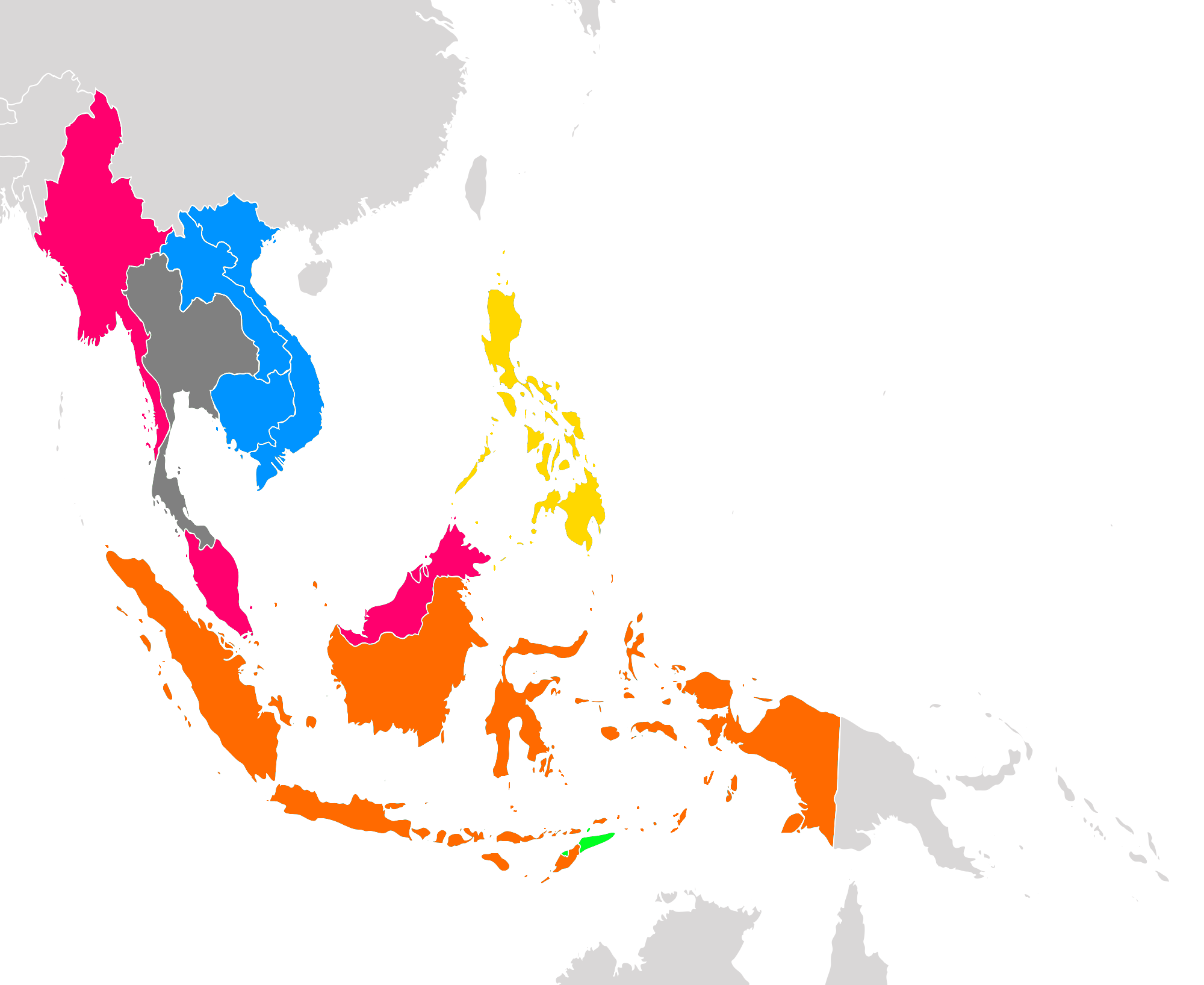
الاستعمار الأوروبي لجنوب شرق آسيا
الهند الصينية الفرنسية
الهند الشرقية الهولندية
تيمور البرتغالية
الهند الشرقية الإسبانية
بورنيو ومالايا وبورما البريطانية

حدثت المرحلة الأولى من الاستعمار الأوروبي لجنوب شرق آسيا (بالإنجليزية: European colonisation of Southeast Asia)‏ على امتداد القرنين السادس عشر والسابع عشر بعد وصول تجار التوابل الهولنديين والبرتغاليين والإسبان الذين تبعهم الفرنسيون والبريطانيون لاحقًا عن طريق البحر. وبتنافسية عنيفة، أمل الأوروبيون إقصاء بعضهم البعض عن طريق فرض السيطرة عنوةً على مراكز الإنتاج، وإبدال المحاور والمواقع الاستراتيجية الحيوية، بدءًا من الاستملاك البرتغالي لمالقة عام 1511. ركزت الغزوات على طول القرنين السابع عشر والثامن عشر على موانئ الطرق الملاحية، الأمر الذي وفّر معبرًا آمنًا للتجارة البحرية. ومكن الحكام الأجانب أيضًا من جباية الضرائب والتحكم بأسعار البضائع جنوب الآسيوية الأكثر طلبًا. بحلول القرن التاسع عشر، أُجبرت كل الأراضي جنوب الآسيوية فعليًا على اتباع مجالات التأثير المتعددة للاعبين الأوروبيين العالميين. كانت سيام، التي لعبت دورًا مناسبًا كدولة عازلة، محصورةً بين بورما البريطانية وإندوشينا الفرنسية، الدولة الوحيدة التي تفادت الحكم الأجنبي المباشر. على كلٍ، اضطر ملوكها إلى مقاومة مهاناتٍ متكررة، وقبول معاهدات ظالمة بين التدخل السياسي الفرنسي والبريطاني الجسيم وخسارات الأراضي بعد الحرب الفرنسية السيامية عام 1893 والمعاهدة الإنكليزية السيامية عام 1909.
المرحلة الثانية للاستعمار الأوروبي لجنوب شرق آسيا متعلقة بالثورة الصناعية وبزوغ دولٍ أمميةٍ قوية في أوروبا. بينما كان الحافز الرئيسي للمرحلة الأولى مجرد تحصيل الثروة، كانت أسباب ودرجات التدخل الأوروبي خلال المرحلة الثانية مفروضةً بغيةَ التنافسات الجغرافية الاستراتيجية، الحاجة إلى تنمية مناطق نفوذ والدفاع عنها، التنافس على منافذ تجارية، السيطرة طويلة الأمد وصيرورة الاقتصاد جنوب الآسيوي مرتبطًا جدًا بالشؤون الصناعية والمالية الأوروبية بحلول نهاية القرن التاسع عشر.

## المرحلة الأولى
حثت التطورات في العلوم ورسم الخرائط وبناء السفن والملاحة خلال الفترة بين القرنين الخامس عشر والسابع عشر في أوروبا وتضييق السيطرة التركية والإغلاق النهائي لمعابر المتوسط الشرقية إلى آسيا المسافرين البرتغاليين أولًا ثم تبعهم الإسبانيون ومسافرو البحر الهولندي إلى الإبحار حول أفريقيا بحثًا عن طرق تجارية جديدة وفرص تجارة سانحة. كان نيكولو دي كونتي أول أوروبي موثق تاريخيًا يصل إلى جنوب شرق آسيا في بداية القرن الخامس عشر. وبحلول عام 1498، أسس فاسكو دا غاما الذي أبحر حول رأس الرجال الصالح أول طريق بحري مباشر من أوروبا إلى الهند.
كانت التخطيطات العديدة تتمحور حول تأسيس تجارة مباشرة ومستديمة للتوابل عالية القيمة، التي كان أصلها من جنوب شرق آسيا، من بينها الفلفل والقرنفل وجوزة الطيب ومسحوق قشرها والقرفة. تنافست الأمم المتعددة بضراوة وعنف أصبح مألوفًا بغيةَ تأمين وصول حصري لمراكز الإنتاج. انتزع الهولنديون والإسبانيون السيطرة في النهاية من البرتغاليين في القرن السابع عشر. وفي القرن الثامن عشر، انتزع البريطانيون الذين ازداد انخراطهم في جنوب شرق آسيا نتيجة مصالحهم في الهند السيطرة عليها من الهولنديين.
كانت البرتغال أول قوة أوروبية تؤسس نقطة عبور في جنوب شرق آسيا البحري أثناء غزوة سلطنة مالقة عام 1511. تبعتها كل من هولندا وإسبانيا وتفوقتا عليها عاجلًا لتصبحا القوى الأوروبية الرئيسية في المنطقة. عام 1599، بدأت إسبانيا باستعمار الفلبين. عام 1619، سيطر الهولنديون على مدينة سوندا كيلابا عن طريق شركة الهند الشرقية الهولندية، وأعادوا تسميتها إلى باتافيا (جاكرتا حاليًا) وجعلوها مركزًا للتجارة والتوسع ناحية الأجزاء الأخرى من جاوا والمنطقة المحيطة. وفي عام 1641، انتزع الهولنديون مالقة من البرتغاليين. اجتذبت الفرص الاقتصادية أعدادًا كبيرةً من صينيي المهجر. عام 1775، أُسست جمهورية لانفانغ التي كانت على الأرجح أول جمهورية في المنطقة، في كالمنتان الغربية، إندونيسيا الوقت الحالي، كدولة تابعة لإمبراطورية كينغ؛ استمرت الجمهورية حتى عام 1884، إذ سقطت تحت الاحتلال الهولندي مع تضاؤل سلطان كينغ.

### إدخال المسيحية
وصل المبشرون البرتغاليون الكاثوليكيون في القرن السادس عشر تحت رعاية ملكية وأنشأوا الكنائس على امتداد المنطقة. أرسل الهولنديون قساوستهم للمرة الأولى خلال القرن السابع عشر. كانت غايتهم تقديم الخدمات الروحية للهولنديين المحليين أكثر منها تحويل السكان الأصليين. ونجحت البعثات الإسبانية بتنصير الفلبين كاملةً.

## المرحلة الصناعية

### لاعبون عالميون
انضم التجار الهولنديون المتنافسون خلال القرن السابع عشر إلى شركة الهند الشرقية الهولندية، بعد أن أسس البريطانيون شركة الهند الشرقية البريطانية، وتبعتهم فرنسا، عندما رُخصت شركة الهند الشرقية الفرنسية بتمويل ملكي. اتسمت تكتلات رؤوس الأموال هذه والسفن والأسهم وسلطة الدولة القابلة للنقل بحرية بالعديد من الإبداعات المؤسساتية وانخفاض ملحوظ في المخاطرة المالية للتجار المنفردين ومُلاك الأسهم. بدّل هذا الشكل الأولي من الشركات العالمية العملاقة وإدخال سوق البورصة أحجام الوصول لتصل إلى مستويات غير مسبوقة. مكّن كل من الدعم الحكومي والميزات العسكرية والإدارية وسك النقود والحقوق العقارية والقانونية هذه الشركات الناشئة من التصرف بصفة الممثل الرئيسي لدولها الأم في جنوب شرق آسيا.
في البدء، كان لشركة الهند الشرقية البريطانية بقيادة جوزايا تشايلد، مصلحة خفيفة في المنطقة أو تأثيرًا عليها، وطُردت من المنطقة بفعالية عقب الحرب السيامية الإنجليزية عام 1687. حولت بريطانيا، برداء شركة الهند الشرقية، اهتمامها إلى خليج البنغال عقب معاهدة السلام بين فرنسا وإسبانيا عام 1783. أثناء النزاعات، كافحت بريطانيا من أجل التفوق البحري على الفرنسيين، وأصبحت الحاجة لموانئ جيدة أمرًا بديهيًا. لفت فرانسيس لايت انتباه حكومة الشركة في الهند إلى جزيرة بينانق. عام 1786، أُسس استيطان جورج تاون على الحافة الشمالية الشرقية لجزيرة بينانق على يد القبطان فرانسيس لايت، تحت إدارة السير جون ماكفيرسون؛ وحدد هذا الحدث بداية التوسع البريطاني ناحية شبه جزيرة ملايو.

### توطيد سلطة الدولة ومركَزَتها
بحلول النصف الثاني من القرن الثامن عشر اختبرت أوروبا تأثيرات الثورة الصناعية بأكملها، بينما خلق التقدم السريع في العلوم والصناعة والتكنولوجيا ثغرةً هائلة في القوة النسبية بين الأوروبيين وبقية العالم، متضمنًا جنوب شرق آسيا. قاد الاستخدام الجائر للآلات في تصنيع البضائع إلى زيادة الطلب الأوروبي على المواد الأولية من جهة وإلى تكدس البضائع الفائضة من جهة أخرى. أصبح الاعتماد الاقتصادي المشترك أمرًا واقعًا بحلول القرن التاسع عشر، مع صيرورة جنوب شرق آسيا مزودًا متكاملًا للمواد والمصادر للاقتصادات الأوروبية. دفع الأوروبيون عجلة التطور إلى أسواق في مناطق جديدة لمجاراة إنتاج البضائع الفائضة، مثل جنوب شرق آسيا، الأمر الذي أدى إلى المرحلة التالية في تأسيس حكم إمبريالي. تحولت المؤسسات السياسية في المستعمرات إلى التركيز على التعزيز الكامل لأسواق الاحتكار بتوجيه من مخططيهم الأوروبيين.
على كلٍ، لعب التصنيع دورًا عكسيًا في زيادة المنافسة بين القوى الأوروبية. الأمر الذي حثته التغيرات في ميزان القوى القاري. زعزعت الحروب النابليونية قوة فرنسا. وبدأت قوى بريطانيا البحرية والتجارية التي كانت لا نظير لها لمدة من الوقت بالتآكل بعد ذلك. أدت المنافسة في القوى الأوروبية إلى تقسيم العالم إلى مناطق نفوذ. وكانت هناك أيضًا الحاجة إلى ملء «الخواء» من الأراضي كي لا تسقط تحت نفوذ قوة أوروبية منافسة أخرى.
سيطر البريطانيون مؤقتًا على أراض هولندية خلال الحروب النابليونية؛ ومناطق إسبانية خلال حرب سبع السنوات. عام 1819، اعتمد ستامفورد رافلز سنغافورة كمحطة تجارة أساسية للبريطانيين في سِجالهم مع الهولنديين. بكل حال، برد سِجالهم عام 1824 عندما عينت معاهدة إنجليزية هولندية حدود مصالحهم الخاصة في جنوب شرق آسيا. بدأ الدور البريطاني في بورما مع الحرب الإنجليزية البورمية (1824 – 1826).